# Araecerus levipennis
Espèce
Araecerus levipennis est une espèce d'insectes appartenant à la famille des Anthribidae.